# 804
804 (DCCCIV) var ett skottår som började en måndag i den julianska kalendern.

## Händelser

### Okänt datum
- De Sachsiska krigen avslutas, Saxarnas motstånd brytes för all framtid och Nordtyskland kristnas.
- Danernas kung Godefrid landar sin flotta och hela sitt kavalleri vid Schleswig vid sitt lands gräns till Sachsen. Här utväxlar han sändebud med Karl den store. [1]

## Födda
- Ermengarde av Tours, tysk-romersk kejsarinna,

## Avlidna
- 19 maj – Alcuin, arkitekten bakom den karolingiska renässansen, föreståndare för Karl den stores palatsskola i Aachen, abbot, teolog och poet.